# Ceaiciînți, Lanivți
Ceaiciînți (în ucraineană Чайчинці) este o comună în raionul Lanivți, regiunea Ternopil, Ucraina, formată numai din satul de reședință.

## Demografie
Componența lingvistică a comunei Ceaiciînți
     Ucraineană (99,83%)
     Alte limbi (0,17%)
Conform recensământului din 2001, majoritatea populației comunei Ceaiciînți era vorbitoare de ucraineană (99,83%), existând în minoritate și vorbitori de alte limbi.